# Marcel Aymé
Marcel Aymé (n. 29 martie 1902, Joigny, Bourgogne, Franța – d. 14 octombrie 1967, Paris, Franța) a fost un scriitor francez, prozator, dramaturg și eseist.
Autor prolific, Marcel Aymé a lăsat în urma sa 17 romane, două eseuri, câteva zeci de nuvele, schițe, povestiri, zece piese de teatru, peste o sută șaizeci de articole diverse, scenarii, adaptări.
Marcel Aymé a rămas legat de regiunea sa natală, Franche-Comté, care ocupă un loc important în tematica și atmosfera operei sale (romanul Masa îmbuibaților - La Table aux crevés, 1929, carte premiată cu Premiul Renaudot, Vrăjitoarea - La Vouivre, 1941, Gustalin, 1938) fiind în același timp atașat de Parisul maturității sale.
Marcel Aymé rămâne unul dintre autorii cu cel mai bogat vocabular, idiostilul său amestecă argoul cu idioamele locale, stilul prețios cu desuet-anacronicul, barbarismele cu claritatea simplă a expresiilor uzuale.
Nu foarte iubit de critică, Aymé s-a bucurat de adulația publicului larg.
Marcel Aymé a dobândit statutul notorietății mondiale, operele sale fiind traduse, adaptate, puse în scenă, ecranizate global, fie că ne referim la Poveștile motanului cocoțat (Les contes du chat perché), sau despre celebra Omul care trece prin zid (Le Passe-muraille).
Ca dramaturg, a creat piese care au generat spectacole cu mare aflux de public și au produs ample reacții, vezi Capul altora (La Tête des autres), 1952, o pledoarie împotriva pedepsei cu moartea, într-o vreme în care Franța încă își mai ghilotina condamnații.
Marcel Aymé a tradus și adaptat texte americane pentru scena franceză, Tennessee Williams, Noaptea Iguanei sau Arthur Miller, Vrăjitoarele din Salem.
A fost un scriitor nepreocupat să fie politic și social corect, a fost catalogat drept de stânga, apoi de dreapta, sau chiar anarhist de-a dreptul.
Sensibilitatea, umorul, înțelegerea copiilor și instinctul absurdului îl consacră patrimoniului universal de orice percepție și orientare.

## Biografie
Marcel Aymé s-a născut în provincia mică într-o familie cu șase copii.
A fost fiul unui potcovar. Orfan de mamă de la vârsta de doi ani, a fost crescut de bunicii materni la Villiers-Robert-Jura. Va evoca acele locuri în romanele sale.
Odata cu dispariția bunicii sale, în 1910, a plecat să locuiască la o mătușă, care l-a înscris la Colegiul din Dole. A urmat Politehnica până în toamna anului 1919, când o epidemie de gripă spaniolă l-a lăsat cu studiile neterminate și cu o sănătate șubredă.
Între 1919 și 1923 a satisfăcut stagiul militar, după care a mers la Paris, unde a lucrat ca funcționar de bancă, agent de asigurări, ziarist.
A debutat în literatură în 1926 cu romanul Brulebois.
Este remarcat și motivat de succes. În anii următori publică Dus-întors (Aller-retour), Masa îmbuibaților (La Table aux crevés), Strada fără nume (La Rue sans nom), Iapa verde (La Jument verte), această din urmă carte aducându-i notorietatea deplină.
S-a spus despre el:
„Marcel Aymé și-a petrecut bună parte din viață și din operă ca să fie și să facă ceea ce nimeni nu se aștepta”.
Enciclopedia literară Larousse l-a numit „Ministrul ironiei politice și al disconfortului intelectual”.
În fapt, Marcel Aymé a fost considerat stângist. În 4 octombrie 1935 însă, Aymé s-a alăturat semnatarilor Manifestului intelectualilor francezi pentru apărarea Occidentului și a păcii europene, document care îi oferea lui Mussolini susținere publică în cel de-al doilea Război Abisinian.
În timpul ocupației germane, Aymé lucrează la un film cu un regizor marxist și în același timp scrie la publicațiile colaboraționiste.
A luat în derâdere Regimul nazist în 1939 și a fost acuzat în 1946 de a fi împărtășit convingerile inamicului.
Marcel Aymé a refuzat Legiunea de Onoare în 1949. A fost invitat de Președintele Vincent Auriol la Palatul Elysée după acest refuz, însă a declinat invitația.
A fost acuzat de critici că romanele sale descriau în mod crud și cinic Franța postbelică.
A fost blamat pentru sprijinul fățiș manifestat față de prietenii săi condamnați din rațiuni politice după război.
În 1950 a refuzat un fotoliu de membru al Academiei Franceze.
A încetat din viață în anul 1967, la vârsta de 65 de ani.
Este înmormântat în cimitirul Saint-Vincent din Montmartre.
În semn de omagiu, în cartierul Montmartre, municipalitatea pariziană a denumit o piațetă cu numele său. În Place Marcel Aymé a fost amplasată o placă memorială și a fost dezvelit un monument în 1989, o statuie evocând personajul din celebra sa carte Omul care trece prin zid.

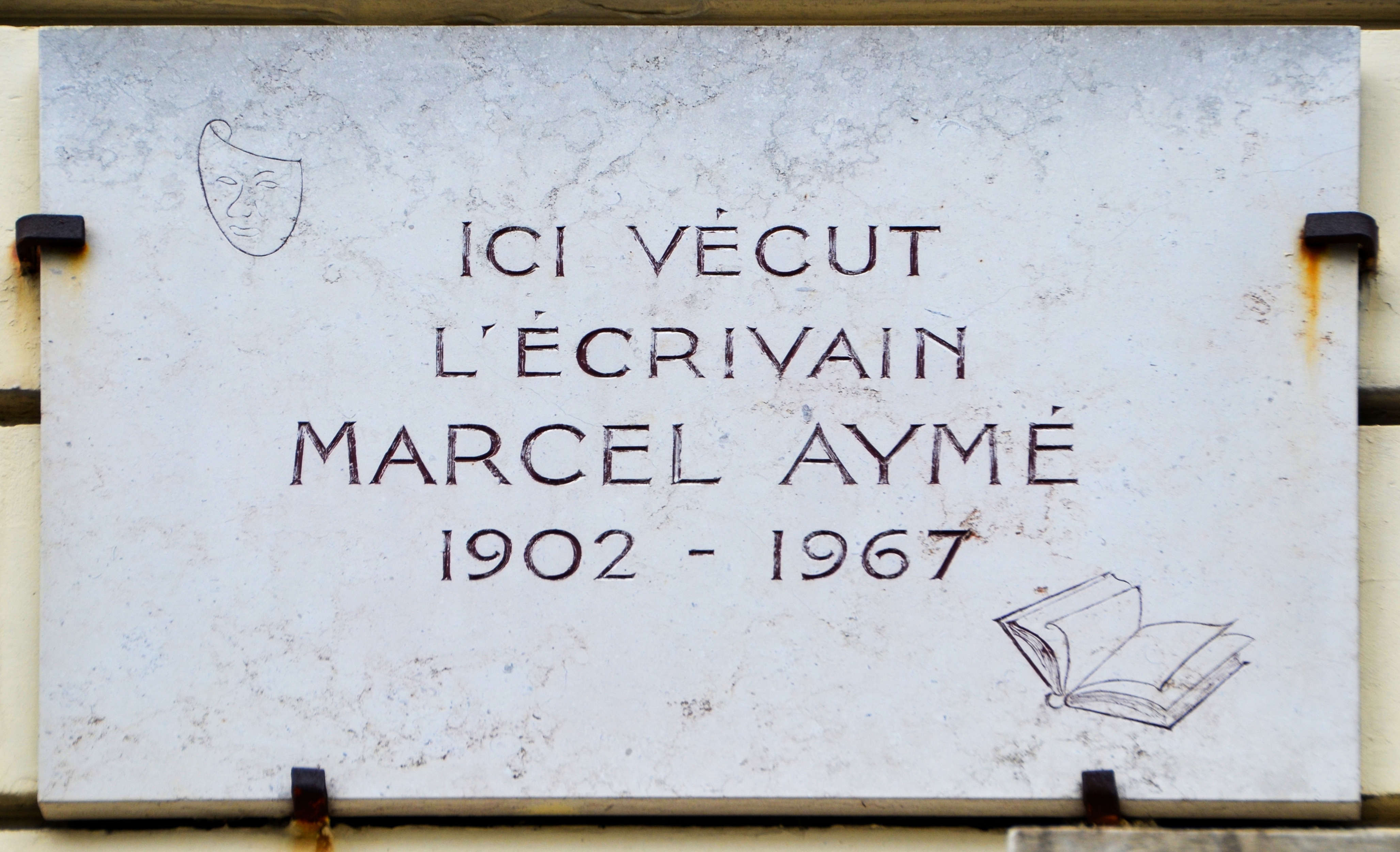
Placa memorială

## Stilul
Stilul lui Marcel Aymé este unul foarte elaborat. Autorul analizează spiritual oamenii și vremurile. Viziunea sa poate fi sumbră, iar umorul negru. Realismul său fantastic a fost descris ca realism magic.
Fantasticul lui Aymé nu este realizat cu mijloace comune. Genul a fost denumit și fantastic ludic.
Limbajul este extrem de divers, doct, universitar, oficialul français-écrit, argou, jargon divers, dialect regional, cu precădere din Franche-Comté.
Temele și ideile sunt absolut insolite, de la tratamentul cu hormoni de centaur care are efectul secundar al trecerii prin zid (Le Passe-muraille) până la cartela cu un număr limitat de zile de viață permise în fiecare lună (La Carte).
Marcel Aymé a scris pentru copii și tineret.
Les contes du chat perché au fost traduse și publicate și în română, încă de la sfârșitul anilor 50.

## Opera

### Proza
- Brûlebois (1926)
- Gemenii Dracului, Les Jumeaux du diable (1928)
- Masa Îmbuibaților, La Table aux crevés (1929)
- Strada fără nume, La Rue sans nom (1930)
- Neghiobul, Le Vaurien (1931)
- Puțul cu imagini, Le Puits aux images (1932)
- Iapa verde, La Jument verte (1933)
- Casa scundă, Maison basse (1934)
- Piticul, Le Nain (1934)
- Le Moulin de la Sourdine (1936)
- În spate, la Martin, Derrière chez Martin (1936)
- Gustalin (1938). Édition illustrée de lithographies originales en couleurs de Guy Bardone, Les Bibliophiles de France, Paris (1964)
- Boul clandestin, Le Bœuf clandestin (1939)
- Un chip frumos, La Belle image (1941)
- Vrăjitoarea, La Vouivre (1941)
- Travelingue (1941)
- Omul care trece prin zid, Le Passe-muraille (1943)
- Calea Școlarilor, Le Chemin des écoliers (1946)
- Vin parizian, Le Vin de Paris (1947)
- Uranus (1948)
- Cizmele de șapte leghe, Les Bottes de sept lieues (1950)
- Înapoi, En arrière (1950)
- Poveștile motanului cocoțat, Les Contes du chat perché : 17 contes publiés entre 1934 et 1946, réédités în Œuvres romanesques complètes, Gallimard, Bibliothèque de la Pléiade, vol. III
- Sertarele necunoscutului, Les Tiroirs de l'inconnu (1960)
- Enjambées (1967). Illustrations de Giani Esposito, Gallimard, Bibliothèque blanche
- L'« épuration » et le délit d'opinion , 1968, Liège, Éditions Dynamo, Collection Brimborions ;
- Réédition complète des romans et nouvelles en six volumes illustrés par Roland Topor, Flammarion (1977)

### Eseuri
- Silhouette du Scandale, Éditions du Sagittaire, 1938
- Le Confort intellectuel, Flammarion, 1949

### Teatru
- Lucienne și Măcelarul, Lucienne et le boucher, 1948
- Clérambard, 1950
- Vogue la galère, 1951
- Capul altora, La Tête des autres, 1952
- Verde-n față, Les Quatre Vérités, 1954
- Vrăjitoarele din Salem, Les Sorcières de Salem de Arthur Miller tradusă de Marcel Aymé, 1954
- Păsările Lunii, Les Oiseaux de lune, 1955
- Musca albastră, La Mouche bleue, 1957
- Vedere de pe pod, Vu du pont de Arthur Miller traducere de Marcel Aymé, 1958
- Louisiane, 1961
- Les Maxibules, 1961
- Consumația, La Consommation, 1963
- Debaraua, Le Placard, 1963
- Noaptea Iguanei, La Nuit de l'iguane de Tennessee Williams, traducere și adaptare, 1965
- La Convention Belzébir, 1966
- Minotaurul, Le Minotaure, 1967

## Marcel Aymé în cinematografie
Marcel Aymé a scris dialogurile pentru câteva fime artistice:
- Crimă și pedeapsă, Crime et Châtiment de Pierre Chenal, 1935
- Răzvrătiții de pe Elseneur, Les Mutinés de l'Elseneur de Pierre Chenal, 1936
- Noi, puștii, Nous les gosses de Louis Daquin, 1941
- Călătorul Zilei Tuturor Sfinților, Le Voyageur de la Toussaint, de Louis Daquin, 1943
- Banii sau viața!, La Bourse et la Vie de Jean-Pierre Mocky 1965

Mare parte din romanele sale au fost ecranizate :
În 1934, Strada fără nume, La Rue sans nom, film regizat de Pierre Chenal, cu Fréhel, Pierre Larquey, Robert Le Vigan.
În 1950 este ecranizată cartea Omul care trece prin zid, Garou-Garou, le passe-muraille de Jean Boyer cu Bourvil, Joan Greenwood, Raymond Souplex, Gérard Oury.
În 1951 se realizează Masa îmbuibaților, La Table aux crevés de către Henri Verneuil, cu Fernandel, Maria Mauban.
În 1956, Marea Hoinăreală,  La Traversée de Paris de Claude Autant-Lara cu Jean Gabin, Bourvil, Louis de Funès.
Au urmat Calea școlarilor, film de Michel Boisrond, cu Francoise Arnoul și Bourvil, în 1959, Iapa verde, Piticul, Pictură bună, Clérambard, cu Philippe Noiret, Vogue la galère, Păsările Lunii, Musca albastră, Gustalin, o nouă ecranizare a Omului care trece prin zid, în 1977, film de Pierre Tchernia, cu Michel Serrault și Andréa Ferreol, Grația, Vrăjitoarea, Uranus, cu Gérard Depardieu, în 1990, Héloise, Zilele în care nu exist, după Cartela, La Carte, în 2003.
Le Boeuf clandestin este ecranizat în 2013, avându-l protagonist pe Christian Clavier.
Teme ale sale sunt preluate în nenumărate producții.
Omul care trece prin zid este realizat în Germania în regia lui Ladislau Vajda în 1959 (Ein Mann geht durch die Wand)
Omul care trece prin zid devine în anul 2007 filmul Chuan qiang ren, The Wall-Passer, film taiwanez de Hung Hung, cu Wing-Cheung și Chia-hsin Lu.
Poveștile motanului cocoțat devin în anul 2011 musical, Chat perché - Opéra rural, în regia Louisei Narboni.

## Ediții în limba română
Marcel Aymé a fost tradus și publicat în limba română în mod constant, în reviste literare, în almanahuri și în volum.
A devenit foarte cunoscut odată cu apariția unor titluri în tiraj de masă.
Câteva din edițiile românești :
În anul 1965 a apărut Omul care trece prin zid, selecție din volumele Le Passe-muraille (Gallimard 1943), Le Nain (1943), Les contes du Chat perché (1939) la Editura pentru literatură, într-un tiraj de 25.160 de exemplare. Volumul conține traduceri de Tudor Măinescu, cel care semnează și prefața. Cartea conține : Omul care trece prin zid, Cartela (Din însemnările zilnice ale lui Jules Flegmon), Proverbul, Cizmele de cale lungă, Bastonul, Două victime, Certificatul de bună purtare, Cheia e sub preș, Lupul, Boii, Câinele, Elefantul, Gâscanul cel rău.
În 1967, în aceeași traducere, apare textul integral al Poveștilor motanului cocoțat la Editura Tineretului.
Un chip frumos a fost editată de către Editura Univers în 1982.
În 2008 apare la Editura Minerva Eloiza, 15 nuvele ISBN 973-21-0917-5